# Mikura-Klasse
Die Mikura-Klasse (japanisch 御蔵型海防艦 Mikura-gata kaibōkan) war eine Klasse von Geleitschiffen (Kaibōkan) der Kaiserlich Japanischen Marine, welche im Zweiten Weltkrieg zum Einsatz kamen. Die japanische Marine bezeichnete die Schiffe auch als Typ-B-Klasse (jap. 乙型海防艦, Otsu-gata kaibōkan).

## Entwicklungsgeschichte
In der Kaiserlichen Japanischen Marine wurde verhältnismäßig wenig darüber nachgedacht, wie es während eines Krieges seine rückwärtigen Gebiete und Verbindungslinien schützen könnte. Die Gründe dafür liegen in strategischen Überlegungen und Vorlieben. Wie der Russisch-Japanische Krieg von 1904/05 gezeigt hatte, war der Sieg das Ergebnis einer Entscheidungsschlacht – im Idealfall würde dieser Sieg früh im Konflikt erreicht werden – womit das Kaiserreich nicht einem langen Krieg ausgesetzt sein würde. Um den Sieg daher in der gewünscht kurzen Zeitspanne zu erreichen, müsste die Marine in der Lage sein, einen Offensivkrieg zu führen. Da die Bekämpfung von U-Booten nicht das Versprechen eines entscheidenden Kampfes trug, hatte es daher für die Japanische Marine keine hohe Priorität. Darüber hinaus würde der Konflikt, wenn er kurz sein würde, beendet, bevor eine Bedrohung der japanischen Seewege akut würde.
Des Weiteren sah der japanische Admiralstab ihre eigenen U-Boote weitgehend als Unterstützungseinheiten der Kombinierten Flotte an, welche Aufklärung betreiben und feindliche Kriegsschiffe angreifen sollten. Da sie davon ausging, dass die amerikanische Marine, als voraussichtlicher Gegner, ihre U-Boote genauso einsetzen würde, schätzte sie das Potential des Handelskrieges mit U-Booten nicht richtig ein, obwohl sie im Ersten Weltkrieg einen Zerstörerverband ins Mittelmeer schickte, um die Alliierten Mächte im Kampf gegen deutsche und österreichische U-Boote zu unterstützen.
Zu Beginn des Pazifikkrieges verfügten die Japaner über mehrere ältere Zerstörer, Patrouillenboote, Torpedoboote und vier Kaibōkan der Shimushu-Klasse, welche Sicherungsaufgaben durchführen sollten. Diese Kräfte wurden für nicht ausreichend erachtet. Daher wurden im Rahmen des Schnellbauprogramms (Maru Kyū Keikaku) von 1941 dreißig weitere Kaibōkan geordert. Da mit der Produktion so schnell wie möglich begonnen werden sollte, wurde die Shimusha-Klasse als Basis genommen und mit Vereinfachungen (Etorofu-Klasse) gebaut. Aber der Entwurf blieb für die Massenproduktion zu komplex und die innewohnenden Schwächen, wie zu geringe Geschwindigkeit und mangelnde U-Jagdbewaffnung, wurden nicht behoben. Daher wurde entschieden, 16 der bestellten Einheiten in einem anderen Entwurf zu bauen, welcher für die U-Bootbekämpfung besser geeignet wäre. Da aber die komplette Neuplanung zu lange gedauert hätte, wurde der Entwurf der Etorofu-Klasse genommen und noch weiter vereinfacht. Diese Vereinfachungen bedeuteten eine Reduzierung der Bauzeit gegenüber den gleichzeitig gebauten Einheiten des Etorofu-Entwurfs um 20 Prozent. was aber immer noch als zu lang galt.
Der neue Entwurf behielt als Antrieb die beiden 4.200 PS (3.089 kW) starken Dieselmotoren der Vorgängerklasse, was auf Grund der um 80 ts gestiegene Verdrängung die Geschwindigkeit aber um 0,2 Knoten leicht reduzierte. Ebenfalls wurde die Bunkerkapazität um 80 Tonnen verkleinert was die Reichweite auf 5.000 Seemeilen verringerte. Optisch auffälligste Merkmale waren eine stufenförmige Brückenstruktur, ein kleineres Achterdeckshaus, welches in Richtung Heck verschoben wurde, um die Lage der Maschinenräume zu verbessern. Die Bewaffnung wurde dahingehend geändert, dass die noch von älteren Zerstörern stammenden 12-cm-Typ-3 Seezielgeschütze durch drei 12-cm-Typ-10 Flugabwehrgeschütze ersetzt wurden. Diese waren in der Lage, sowohl gegen See- als auch Luftziele eingesetzt zu werden, aber zu einer Verstärkung der leichten Flugabwehr kam es nicht. Des Weiteren wurde die Anzahl der Wasserbomben auf 120 Stück erhöht.

### Ukuru-Unterklasse
Ukuru-Klasse (jap. 鵜来型海防艦, Ukuru-gata kaibōkan), oder auch modifizierte Typ B-Klasse.
Obwohl die Bauzeit des Mikura-Entwurfs verringert werden konnte, war sie angesichts des dringenden Bedarfs an Geleitsicherungsfahrzeugen noch zu lang. Auch die interne Einteilung wurde verändert, was dazu führte, dass die Bewohnbarkeit beeinträchtigt wurde. Die Unterkünfte der Besatzung waren nun Gemeinschaftsräume, und die Reduzierung der Ausstattung zur Verringerung der Brandgefahr führte dazu, dass die Unterkünfte spartanisch wurden. Dies beeinflusste aber negativ die Seeausdauer und letztlich die Effektivität.
Zwanzig Einheiten wurden fertiggestellt und zwanzig weitere gestrichen. Die Bauzeit konnte durch die Vereinfachungen des Rumpfes und der Verwendung von Modulbauweise auf bis zu vier Monate reduziert werden. Der Bau wurde durch den Mangel an Dieselmotoren und die Umstellung der Produktion auf die Typen C und D im späteren Kriegsverlauf behindert.

### Hiburi-Unterklasse
Die Hiburi-Klasse (jap. 日振型海防艦, Hiburi-gata kaibōkan), ist ein Hybritenfwurfs des Mikura- und Ukuru-Entwurfs. Dabei wurde der Rumpf der Mikura mit den Aufbauten der Ukura kombiniert. Elf Einheiten wurden auf der Werft von Hitachi in Sakurajima gebaut, wovon neun fertiggestellt werden konnten.

## Liste der Schiffe
| Bau-Nr.                                                                                             | Name                                                         | Bauwerft                                                     | Kiellegung                                                   | Stapellauf                                                   | Indienststellung                                             | Verbleib |
| Mikura-Klasse                                                                                       | Mikura-Klasse                                                | Mikura-Klasse                                                | Mikura-Klasse                                                | Mikura-Klasse                                                | Mikura-Klasse                                                | Mikura-Klasse |
| --------------------------------------------------------------------------------------------------- | ------------------------------------------------------------ | ------------------------------------------------------------ | ------------------------------------------------------------ | ------------------------------------------------------------ | ------------------------------------------------------------ | --- |
| 320                                                                                                 | Mikura (御蔵)                                                | NKK Schiffswerft, Tsurumi                                    | 1. Oktober 1942                                              | 16. Juli 1943                                                | 31. Oktober 1943                                             | versenkt am 28. März 1945 durch amerik. U-Boot USS Threadfin (SS-410)                                                           |
| 322                                                                                                 | Miyake (三宅)                                                | NKK Schiffswerft, Tsurumi                                    | 12. Februar 1943                                             | 30. August 1943                                              | 30. November 1943                                            | abgewrackt Juli 1948 |
| 324                                                                                                 | Awaji (淡路)                                                 | Hitachi, Sakurajima                                          | 1. Juni 1943                                                 | 30. Oktober 1943                                             | 25. Januar 1944                                              | versenkt am 15. Februar 1945 durch amerik. U-Boot USS Picuda (SS-382)                                                           |
| 326                                                                                                 | Nōmi (能美)                                                  | Hitachi, Sakurajima                                          | 10. August 1943                                              | 3. Dezember 1943                                             | 28. Februar 1944                                             | versenkt am 14. April 1945 durch amerik. U-Boot USS Tirante (SS-420)                                                            |
| 327                                                                                                 | Kurahashi (倉橋)                                             | NKK Schiffswerft, Tsurumi                                    | 1. Juni 1943                                                 | 15. Oktober 1943                                             | 19. Februar 1944                                             | Kriegsbeute UK, abgewrackt 1948                                                                                                 |
| 329                                                                                                 | Chiburi (千振)                                               | NKK Schiffswerft, Tsurumi                                    | 20. Juli 1943                                                | 30. November 1943                                            | 3. April 1944                                                | versenkt durch amerik. Luftangriff am 12. Januar 1945                                                                           |
| 331                                                                                                 | Yashiro (屋代)                                               | Hitachi, Sakurajima                                          | 18. November 1943                                            | 16. Februar 1944                                             | 10. Mai 1944                                                 | Kriegsbeute Republik China 1947                                                                                                 |
| 334                                                                                                 | Kusagaki (草垣)                                              | NKK Schiffswerft, Tsurumi                                    | 7. September 1943                                            | 12. Januar 1944                                              | 1. Juli 1944                                                 | versenkt am 14. April 1945 durch amerik. U-Boot USS Guitarro (SS-363)                                                           |
| 328 333 339                                                                                         | bestellt als Mikura-Klasse, fertiggestellt als Hiburi-Klasse | bestellt als Mikura-Klasse, fertiggestellt als Hiburi-Klasse | bestellt als Mikura-Klasse, fertiggestellt als Hiburi-Klasse | bestellt als Mikura-Klasse, fertiggestellt als Hiburi-Klasse | bestellt als Mikura-Klasse, fertiggestellt als Hiburi-Klasse | bestellt als Mikura-Klasse, fertiggestellt als Hiburi-Klasse                                                                    |
| 332 335 336 337 338                                                                                 | bestellt als Mikura-Klasse, fertiggestellt als Ukuru-Klasse  | bestellt als Mikura-Klasse, fertiggestellt als Ukuru-Klasse  | bestellt als Mikura-Klasse, fertiggestellt als Ukuru-Klasse  | bestellt als Mikura-Klasse, fertiggestellt als Ukuru-Klasse  | bestellt als Mikura-Klasse, fertiggestellt als Ukuru-Klasse  | bestellt als Mikura-Klasse, fertiggestellt als Ukuru-Klasse                                                                     |
| Hiburi-Unterklasse                                                                                  |                                                              |                                                              |                                                              |                                                              |                                                              | |
| 328                                                                                                 | Hiburi (日振)                                                | Hitachi, Sakurajima                                          | 3. Januar 1944                                               | 10. April 1944                                               | 27. Juni 1944                                                | versenkt am 22. August durch amerik. U-Boot USS Harder, westl. von Manila                                                       |
| 333                                                                                                 | Daitō (大東)                                                 | Hitachi, Sakurajima                                          | 23. Februar 1944                                             | 19. Mai 1944                                                 | 7. August 1944                                               | gesunken nach Minentreffer am 16. November 1945                                                                                 |
| 339                                                                                                 | Shōnan (昭南)                                                | Hitachi, Sakurajima                                          | 23. Februar 1944                                             | 24. Juni 1944                                                | 13. Juli 1944                                                | versenkt am 25. Februar 1945 durch amerik. U-Boot USS Hoe                                                                       |
| 5252                                                                                                | Kume (久米)                                                  | Hitachi, Sakurajima                                          | 26. Mai 1944                                                 | 15. August 1944                                              | 25. September 1944                                           | versenkt am 28. Januar 1945 durch amerik. U-Boot USS Spadefish                                                                  |
| 5254                                                                                                | Ikuna (生名)                                                 | Hitachi, Sakurajima                                          | 30. Juni 1944                                                | 4. September 1944                                            | 15. Oktober 1944                                             | Außerdienstgestellt November 1945                                                                                               |
| 5257                                                                                                | Shisaka (四阪)                                               | Hitachi, Sakurajima                                          | 21. August 1944                                              | 31. Oktober 1944                                             | 15. Dezember 1944                                            | Außerdienstgestellt September 1945, Kriegsbeute Republik China                                                                  |
| 5259                                                                                                | Sakito (崎戸)                                                | Hitachi, Sakurajima                                          | 7. September 1944                                            | 29. November 1944                                            | 10. Januar 1945                                              | Außerdienstgestellt November 1945, abgewrackt Januar 1947.                                                                      |
| 5263                                                                                                | Mokuto (目斗)                                                | Hitachi, Sakurajima                                          | 5. November 1944                                             | 7. Januar 1945                                               | 19. Februar 1945                                             | gesunken nach Minentreffer am 4. April 1945                                                                                     |
| 5264                                                                                                | Habuto (波太)                                                | Hitachi, Sakurajima                                          | 3. Dezember 1944                                             | 28. Februar 1945                                             | 7. April 1945                                                | Außerdienstgestellt Oktober 1945, Kriegsbeute UK Juli 1947, später abgewrackt                                                   |
| 5265                                                                                                | Ōtsu (大津)                                                  | Hitachi, Sakurajima                                          | 12. Januar 1945                                              | 10. Mai 1945                                                 |                                                              | Zu 95 % fertiggestellt, im März 1948 abgewrackt                                                                                 |
| 5266                                                                                                | Tomoshiri (友知)                                             | Hitachi, Sakurajima                                          | 5. März 1945                                                 |                                                              |                                                              | Zu 20 % fertiggestellt, im Oktober 1947 abgewrackt                                                                              |
| Ukuru-Unterklasse                                                                                   |                                                              |                                                              |                                                              |                                                              |                                                              | |
| 332                                                                                                 | Ukuru (鵜来)                                                 | NKK Schiffswerft, Tsurumi                                    | 9. Oktober 1943                                              | 15. Mai 1944                                                 | 31. Juli 1944                                                | Außerdienststellung, Nutzung durch Japanese Maritime Transport Bureau, am 24. November 1965 zum Abbruch verkauft                |
| 335                                                                                                 | Okinawa (沖縄)                                               | NKK Schiffswerft, Tsurumi                                    | 10. Dezember 1943                                            | 19. Juni 1944                                                | 16. August 1944                                              | versenkt am 30. Juli 1945 durch brit. Luftangriff                                                                               |
| 336                                                                                                 | Amami (奄美)                                                 | NKK Schiffswerft, Tsurumi                                    | 14. Februar 1944                                             | 30. November 1944                                            | 8. April 1945                                                | Außerdienststellung, Kriegsbeute UK, ab 20. Dezember 1947 abgebrochen                                                           |
| 337                                                                                                 | Aguni (粟国)                                                 | NKK Schiffswerft, Tsurumi                                    | 15. Februar 1944                                             | 21. September 1944                                           | 2. Dezember 1944                                             | Außerdienststellung, ab 20. Mai 1948 abgebrochen                                                                                |
| 338                                                                                                 | Shinnan (新南)                                               | Uraga Dock, Tokio                                            | 30. Juni 1944                                                | 4. September 1944                                            | 21. Oktober 1944                                             | Außerdienststellung, Nutzung durch Japanese Maritime Transport Bureau bis 1967, 1975 abgebrochen                                |
| 4701                                                                                                | Inagi (稲木)                                                 | Mitsui, Tamano                                               | 15. Mai 1944                                                 | 25. September 1944                                           | 16. Dezember 1944                                            | versenkt am 9. August 1945 durch brit. Luftangriff                                                                              |
| 4702                                                                                                | Habushi (羽節)                                               | Mitsui, Tamano                                               | 20. August 1944                                              | 20. November 1944                                            | 10. Januar 1945                                              | Außerdienststellung, Kriegsbeute USA, ab 17. Oktober 1947 abgebrochen                                                           |
| 4703                                                                                                | Ojika (男鹿)                                                 | Mitsui, Tamano                                               | 7. September 1944                                            | 30. Dezember 1944                                            | 21. Februar 1945                                             | versenkt am 2. Juni 1945 durch amerik. U-Boot USS Springer                                                                      |
| 4704                                                                                                | Kanawa (金輪)                                                | Mitsui, Tamano                                               | 15. November 1944                                            | 20. Januar 1945                                              | 25. März 1945                                                | Außerdienststellung, Kriegsbeute UK, ab 1947 abgebrochen                                                                        |
| 4705                                                                                                | Uku (宇久)                                                   | Marinewerft Sasebo                                           | 1. August 1944                                               | 12. November 1944                                            | 30. Dezember 1944                                            | Außerdienststellung, Kriegsbeute USA, später abgebrochen                                                                        |
| 4707                                                                                                | Takane (高根)                                                | Mitsui, Tamano                                               | 15. Dezember 1944                                            | 13. Februar 1945                                             | 26. April 1945                                               | Außerdienststellung, ab 27. November 1947 abgebrochen                                                                           |
| 4709                                                                                                | Kuga (久賀)                                                  | Marinewerft Sasebo                                           | 1. August 1944                                               | 19. November 1944                                            | 25. Januar 1945                                              | Außerdienststellung, ab 30. Juni 1947 abgebrochen                                                                               |
| 4711                                                                                                | Shiga (志賀)                                                 | Marinewerft Sasebo                                           | 25. November 1944                                            | 9. Februar 1945                                              | 20. März 1945                                                | Außerdienststellung, Nutzung durch Japanese Maritime Transport Bureau bis 1964, Nutzung in einem Freizeitpark, 1998 abgebrochen |
| 4712                                                                                                | Iwō (伊王)                                                   | Marinewerft Maizuru                                          | 25. November 1944                                            | 12. Februar 1945                                             | 24. März 1945                                                | Außerdienststellung, ab 2. Juli 1948 abgebrochen                                                                                |
| 5251                                                                                                | Yaku (屋久)                                                  | Uraga Dock, Tokio                                            | 30. Juni 1944                                                | 4. September 1944                                            | 23. Oktober 1944                                             | versenkt am 23. Februar 1945 durch amerik. U-Boot USS Hammerhead                                                                |
| 5253                                                                                                | Chikubu (竹生)                                               | Uraga Dock, Tokio                                            | 8. September 1944                                            | 24. November 1944                                            | 31. Dezember 1944                                            | Außerdienststellung, Nutzung durch Japanese Maritime Transport Bureau, am 4. Oktober 1962 zum Abbruch verkauft                  |
| 5255                                                                                                | Kōzu (神津)                                                  | Uraga Dock, Tokio                                            | 20. Oktober 1944                                             | 31. Dezember 1944                                            | 7. Februar 1945                                              | Außerdienststellung, Kriegsbeute Sowjetunion am 28. August 1947, nach 1969 abgebrochen                                          |
| 5256                                                                                                | Hodaka (保高)                                                | Uraga Dock, Tokio                                            | 27. November 1944                                            | 28. Januar 1945                                              | 30. März 1945                                                | Außerdienststellung, Kriegsbeute USA, ab 1. März 1948 abgebrochen                                                               |
| 5258                                                                                                | Ikara (伊唐)                                                 | Uraga Dock, Tokio                                            | 26. Dezember 1944                                            | 22. Februar 1945                                             | 30. April 1945                                               | gesunken nach Minentreffer am 9. August 1945                                                                                    |
| 5260                                                                                                | Ikino (生野)                                                 | Uraga Dock, Tokio                                            | 3. Januar 1945                                               | 1. März 1945                                                 | 17. Juli 1945                                                | Außerdienststellung, Kriegsbeute Sowjetunion am 29. Juli 1947, nach 1961 abgebrochen                                            |
| 5252 5254 5257 5259 5263 5264 5265 5266                                                             | bestellt als Ukuru-Klasse, gebaut als Hiburi-Klasse          | bestellt als Ukuru-Klasse, gebaut als Hiburi-Klasse          | bestellt als Ukuru-Klasse, gebaut als Hiburi-Klasse          | bestellt als Ukuru-Klasse, gebaut als Hiburi-Klasse          | bestellt als Ukuru-Klasse, gebaut als Hiburi-Klasse          | bestellt als Ukuru-Klasse, gebaut als Hiburi-Klasse                                                                             |
| 5261 5262 5267 5268 5269 5270 5271 5272 5273 5274 5275 5276 5277 5278 5279 5280 5281 5282 5283 5284 | storniert                                                    | storniert                                                    | storniert                                                    | storniert                                                    | storniert                                                    | storniert |

## Technik

### Rumpf
Der Rumpf eines Bootes der Mikura-Klasse war 77,7 Meter lang, 9,1 Meter breit und hatte bei einer Standardverdrängung von 955 Tonnen einen Tiefgang von 3,05 Metern.

### Antrieb
Der Antrieb erfolgte durch zwei Dieselmotoren, mit welcher eine Gesamtleistung von 4.400 PS (3.236 kW) erreicht wurde. Diese Leistung wurde an eine Welle mit einer Schraube abgegeben. Die Höchstgeschwindigkeit betrug 19,5 Knoten (36 km/h). Es konnten 40 Tonnen Dieselkraftstoff gebunkert werden, was zu einer maximalen Fahrstrecke von 5.000 Seemeilen (9.260 km) bei 15 Knoten führte.

### Bewaffnung

#### Artillerie und Flugabwehr
Bei Indienststellung bestand die Bewaffnung aus drei 12-cm-Flugabwehrgeschützen mit Kaliberlänge 45 Typ 10 in einem Einzelturm und einer offenen Doppellafette, welche in Bootsmittellinie, der Turm auf dem Vordeck und die Doppellafette achtern aufgestellt waren. Zur Flugabwehr standen vier 2,5-cm-Maschinenkanonen des Typ 96 in Doppellafette zur Verfügung, welche auf Plattformen beidseits der Brücke aufgestellt waren. Bedingt durch die starken alliierten Luftstreitkräfte während des Pazifikkriegs kam es zu einer Verstärkung der Flugabwehrbewaffnung mit 2,5-cm-Geschützen auf 14 bis 18 Stück.

#### U-Jagdausrüstung
Die U-Jagdbewaffnung bestand aus einem 81-mm Mörser Typ 3 auf der Brücke und zwei Wasserbomben-Werfern auf dem Achterdeck für bis zu 120 Wasserbomben.

### Sensoren

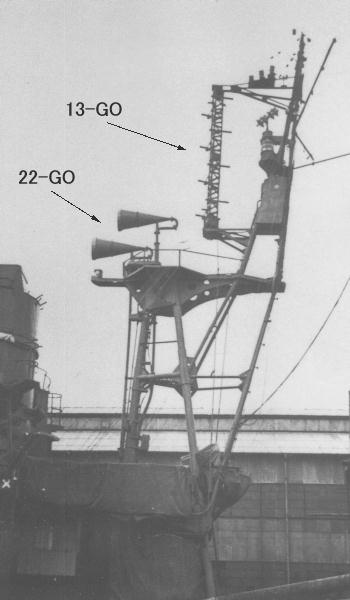
Radargeräte der Typen 22 und 13, hier im Hauptmast eines Zerstörers der Akizuki-Klasse

#### Radar
Die Ausstattung mit Funkmesstechnik (Radar) bestand aus einem Typ 22 Radargerät. Dieses zur Seeraumüberwachung und Feuerleitung fähige System, welches aus einem Doppelhorn – eines zum Senden und eines zum Empfangen – bestand, war im Hauptmast hinter der Brücke verbaut. Es arbeitete mit einer Wellenlänge von 10 cm und hatte eine Sendeleistung von 2 kW. Des Weiteren zur Luftraumüberwachung ein Gerät des Typ 13, welches über eine lange Leiterantenne verfügte, die ebenfalls im Hauptmast montiert war. Dieses Radargerät konnte eine Gruppe von Flugzeug in bis zu 100 Kilometer und ein einzelnes Flugzeug in bis zu 50 Kilometer orten. Es arbeitete mit einer Wellenlänge von 100 cm und hatte eine Sendeleistung von 10 kW.

#### Sonar
Zur Suche nach U-Booten war ein Echoortungssystem des Typs 93 und einem Hydrophon-Set vom Typ 93 eingerüstet. Dieses Hydrophon-Set bestand aus zwei Gruppen zu je acht Sensoren, eine Gruppe auf jeder Schiffsseite.

## Besatzung
Die Besatzung hatte eine Stärke von 150 Offizieren, Unteroffizieren und Mannschaften.